# Stanisław Herakliusz Lubomirski
 Hoàng tử Stanisław Herakliusz Lubomirski hay " Mirobulius Tassalinus " (4 tháng 3 năm 1642 – 17 tháng 1 năm 1702) là người thuộc tầng lớp quý tộc Ba Lan, chính trị gia, nhà bảo trợ nghệ thuật và nhà văn.

## Tiểu sử
Lubomirski con trai của Jerzy Sebastian Lubomirski và Konstancja Ligęza. Ông cưới Zofia Opalińska, con gái của Thống chế Łukasz Opaliński năm 1669 và cưới Elżbieta Doenhoff năm 1676.
Ông là Thống chế Vương triều từ năm 1673, Đại nguyên soái Vương triều từ năm 1676 và là người đứng đầu Spiš.
Lubomirski tham gia chiến đấu trong các cuộc chiến tranh chống lại Thụy Điển và Hungary, tham gia cùng cha mình trong cuộc bao vây Toruń vào năm 1658.
Ông là người đề xướng các cuộc bầu cử kiểu Vivente rege và là người ủng hộ đường lối chính trị của nữ hoàng Marie Louise Gonzaga.
Ông cho nhiều phái đoàn ngoại giao đến Pháp, Ý và Tây Ban Nha. Ông chống lại sự thoái vị của vua Jan II Kazimierz vào năm 1668.
Trong suốt thời gian 1673 – 1674, ông ủng hộ ứng cử bạn mình, Jan Sobieski cho làm người đứng đầu Ba Lan.
Trái ngược với cha mình, ông không có tham vọng cá nhân và luôn hành động theo lợi ích của nền Cộng hòa.
Ông rất tài năng. Thanh danh của ông được biết đến ngoài biên giới Ba Lan với tư cách là tác giả của nhiều tác phẩm văn học và khoa học. Ông viết nhiều bài thơ, vở kịch về triết học, tôn giáo và lịch sử. Ông là người sáng lập và là ân nhân của các trường học và nhà thờ.

## Con cái
- Elżbieta Lubomirska kết hôn với Adam Mikołaj Sieniawski.
- Teodor Lubomirski
- Franciszek Lubomirski
- Józef Lubomirski

## Tác phẩm
- Poezje postu Świętego
- Tobiasz wyzwolony, Ecclesiastes
- Ermida
- Rozmowy Artaksesa i Ewandra (1683)
- De vanitate consiliorum (1700)
- De remediis animi humani (1701)
- Genii veredici